# Ermessenda (minisèrie)
Ermessenda és una minisèrie de ficció històrica de 2010, basada en la biografia d'Ermessenda de Carcassona i dividida en dos capítols, emesos originalment a TV3 els dies 21 i 22 de març de 2011. És protagonitzada per Laia Marull i dirigida per Lluís Maria Güell (Arnau, Ventdelplà, Les veus del Pamano), i compta amb el guió de Mercè Sàrrias i Núria Furió, guionistes també de la sèrie Porca misèria.

## Argument
Ermessenda està ambientada en el segle xi, i relata gran part de la història d'Ermessenda de Carcassona, esposa de Ramon Borrell, i que va ser comtessa de Barcelona, Girona i Osona entre 993 i 1057, governant durant seixanta anys (primer conjuntament amb el seu fill Berenguer Ramon I, posteriorment sola i finalment amb el seu net Ramon Berenguer I), i malgrat viure en una època en què la política estava fortament dominada pels homes, i aconseguint arribar a ser una de les dones més poderoses i influents de la Història de Catalunya.

## Repartiment
- Laia Marull: Ermessenda de Carcassona; esposa de Ramon Borrell, comtessa consort de Barcelona, Girona i Osona
- Francesc Orella: Ramon Borrell; marit d'Ermessenda, comte de Barcelona, Girona i Osona
- Dafnis Balduz: Berenguer Ramon I; fill d'Ermessenda i Ramon Borrell, comte de Barcelona, Girona i Osona
- Álvaro Cervantes: Ramon Berenguer I; fill de Berenguer Ramon I i de Sança de Castella, net d'Ermessenda, comte de Barcelona, Girona, Osona, Carcassona i Rasès
- Lluís Homar: Abat Oliba; comte de Berga i Ripoll, bisbe de Vic i abat de Santa Maria de Ripoll i Sant Miquel de Cuixà
- Roger Coma: Hug d'Empúries; comte d'Empúries, amic de Ramon Borrell i Ermessenda
- Pau Durà: Pere de Carcassona; germà d'Ermessenda i bisbe de Girona
- Rosa Renom: Riquilda; germana de Ramon Borrell, cunyada d'Ermessenda i mare de Guislabert
- Julio Manrique: Guislabert; fill de Riquilda, nebot d'Ermessenda, vescomte i bisbe de Barcelona
- Oriol Vila: Mir Geribert; cosí de Berenguer Ramon I, Estefania i Guislabert, baró del Penedès
- Francesc Garrido: Sunifred de Lluçà; baró del comtat d'Osona, membre del consell dels comtes
- Marina Gatell: Sança de Castella; infanta de Castella, casada amb Berenguer Ramon I
- Joan Massotkleiner: Ponç Bonfill Marc; jutge membre del consell dels comtes
- Bea Segura: Almodis de la Marca; noble occitana, tercera esposa de Ramon Berenguer I
- Alba Sanmartí: Estefania Ramon; filla Ramon Borrell i Ermessenda, casada amb Roger de Tosny
- Ricard Sales: Roger de Tosny; noble normand de la Casa de Tosny

## Context històric

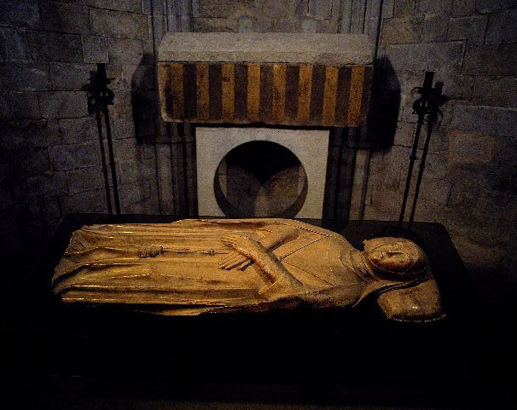
Sepulcre romànic d'Ermessenda de Carcassona, a la Catedral de Girona.

La sèrie es va estrenar amb el lema La dona més poderosa de la història de Catalunya, fent referència a la naixent nació catalana, ja que Catalunya no fou forjada com a estat unificat fins al regnat d'Alfons el Cast (1157-1196), però el comtat de Barcelona en fou el nucli originari i aportà un corpus legislatiu amb els Usatici Barchinonae (Usatges de Barcelona), un marc jurídic amb el Liber domini regis (Llibre del senyor rei), uns referents culturals amb les Gesta Comitum Barchinonensium (Gestes dels comtes de Barcelona), i àdhuc el simbolisme, ja que, d'una banda, el sobirà de Catalunya ostenta la dignitat de «Comte de Barcelona» i, de l'altra, les armes del llinatge dels comtes de Barcelona han esdevingut l'escut de Catalunya.

## Producció
El rodatge d'Ermessenda va durar nou setmanes, i les localitzacions van ser Terrassa, Girona, Sant Cugat del Vallès, Castellar del Vallès (al Castell de Clasquerí). i el monestir de Sant Pau del Camp (Barcelona). El projecte, coproduït per Televisió de Catalunya i Ovideo TV, amb la col·laboració de l'Institut Català de les Indústries Culturals (ICIC) i el suport de l'Instituto de la Cinematografía y de las Artes Audiovisuales (ICAA), i va comptar amb un pressupost de 2,7 milions d'euros.
Alguns escenaris van ser recreats digitalment, com ara la reproducció en 3D de les muralles de Barcelona i les escalinates de la catedral de Girona.

## Guardons
Premis
- 2012: Premi a la millor banda sonora per a sèries de televisió, atorgat per l'Associació Internacional de Crítics de Música de Cinema (IFMCA), per la composició musical d'Arnau Bataller.[10]

Nominacions
- 2012: Premi Gaudí a la millor pel·lícula per televisió[cal citació]